# Caro Kiste Kontrabass
Caro Kiste Kontrabass (Schreibweise auch CaroKisteKontrabass) ist eine Band aus Kassel.

## Geschichte
Im Jahr 2009, entwickelt aus einer eher spontanen Idee, um das Vorprogramm für befreundete Musiker zu gestalten, ist das Trio Caro Kiste Kontrabass, bestehend aus Carolin „Caro“ Wendel (* 1985), Axel Garbelmann (Impro-Theaterkollege und Co-Autor von Daniel Stieglitz’ Drachen gibt’s nicht) und Harald Bernstein entstanden. Von Beginn an spielten immer wieder Gastmusiker in der Band mit und spiegeln den offenen Charakter seit Gründung des Musikprojekts wieder.
Im März 2012 erschien das im Eigenverlag produzierte Debütalbum In der Nähe der Zufriedenheit. Vorab erschien im Jahr 2011 eine EP mit dem Titel Zwischenhalte. Der Titel Egal was aus ihrem Debütalbum wurde in den oberen Plätzen der Liederbestenliste des Vereins deutschsprachige Musik e. V. gelistet. Die höchste Platzierung war Platz 1 im Juni 2012. Kurz darauf war die Band beim Open-Air-Festival Musikschutzgebiet in Grünhof bei Hombergshausen zu sehen. Das Album wurde für den Preis der deutschen Schallplattenkritik nominiert. In der Musikzeitschrift Folker schrieb Kai Engelke: „Indem sie sich selbst als „verträumt-aggressive Singer/Songwriterin“ bezeichnet, bringt Caro Werner ihre persönliche Auffassung von moderner Liedproduktion ziemlich exakt auf den Punkt. Ihr emotionaler Gesangsstil – mal mädchenhaft-naiv, mal kraftvoll und fordernd, lässig und frisch, dabei immer absolut präzise – lotet lust- und fantasievoll die Möglichkeiten zwischen gerechtem Zorn und tief empfundener Zärtlichkeit aus“ und zog dabei eine Vergleich zu Johanna Zeul in Verbindung mit Anna Depenbusch und Dota Kehr. Anlässlich des Auftritts im Kassler Kulturzentrum Schlachthof im März 2012 verglich Andreas Köthe in der Hessischen/Niedersächsischen Allgemeinen Werners Gesang stilistisch auf der Achse zwischen Annett Louisan und Element of Crime. Im September 2012 wurde die Band mit dem Förderpreis der Liederbestenliste ausgezeichnet. In der Begründung der Jury hieß es: „Gemeinsam mit ihren formidablen Mitmusikanten, dem Dark-Wave-Kontrabassisten Harald Bernstein und dem Folk-Multimusiker Axel Garbelmann am Cajón, unternimmt Caro Werner einen wild vorwärts treibenden Parforceritt voller Schwung und sprühendem Temperament. Sowohl Werners Gesangsstil als auch ihre Texte kommen frech und sensibel, wild und zart, voller Leichtigkeit und Kraft daher. Elemente von Swing, Folk, Jazz, Rap und Chanson, angereichert mit einer Prise Balkangroove und ein wenig Karibikflair, vereint das Trio mit ungezwungener Selbstverständlichkeit, alles harmoniert bestens miteinander. Zusammen mit den sinnlich-sinnigen Texten entsteht ein stimmiges Ganzes. CaroKisteKontrabass heben sich wohltuend von dem ab, was in den etablierten Medien alltäglich musikalisch geboten wird.“ 2013 nahm die Band am hessischen Vorentscheid für den Creole – Global Music Contest in der Kategorie „Lieder & Chansons“ teil und war im gleichen Jahr im Rahmen der Teilnahme der Universität Kassel am Hessentag 2013 auf der Kulturbühne am Opernplatz sowie beim Rudolstadt-Festival zu sehen. Anfang November 2014 war die Formation in der Kassler Kreuzkirche zu hören. Caro Kiste Kontrabass war zudem im Rahmen der Jubiläumsveranstaltung anlässlich des 20-jährigen Bestehens des KulturBahnhofs Kassel im Herbst 2015 zu sehen.
Im Jahr 2016 wurde das zweite Studioalbum Fahrlässige Poesie im Rahmen einer Startnext-Kampagne finanziert und am Anfang des Jahres 2017 beim Label DMG Germany (NiWo-Music) veröffentlicht. Präsentiert wurden die Songs des Albums bereits im September 2016 im Kassler Kulturzentrum Schlachthof. Der Song Bringst Du mir was mit? des Albums wurde von Dieter Kindl auf der Website des Magazins Folker und zusammen mit dem Album auf der Website der Liederbestenliste im Januar 2017 persönlich empfohlen. Caro Kiste Kontrabass platzierten sich in der Liederbestenliste für Februar 2017 mit zwei Liedern aus dem Studioalbum Fahrlässige Poesie. Im Mai und Juni 2017 platzierten sie sich mit dem Lied Das Lied von der Konsequenz auf Platz 1.

## Bandmitglieder
- Carolin Wendel: Gesang, Gitarre
- Axel Garbelmann: Cajón, Mandoline, Banjo, Didgeridoo u. a.
- Harald Bernstein: E-Bass, Kontrabass

### Live- und Sessionunterstützung
- 1. Album
  - Allan Poteon: Steel Pans, Percussion
  - Helene Schmidt: Cello
  - Kathrin Heiss: Violine
  - Martin Steinbrück: Akkordeon
  - Hank Okmonic: Klarinette

- 2. Album
  - Allan Poteon: Steel Pans, Percussion
  - Markuz Wallach: Akustikgitarre
  - Paul Wendel: Bodhrán, Begleitgesang
  - Gerhard Schott: Trompete
  - Valerij Geneberg: Trompete
  - Tobi Rosandic: Banjo bei Nimm den Regen mit
  - Kain: Percussion bei Unentschieden

- Live
  - Allan Poteon: Steel Pans, Percussion
  - Paul Wendel: Bodhran, Begleitgesang
  - Martin Steinbrück: Akkordeon

## Diskografie
Studioalben:
- 2012: In der Nähe der Zufriedenheit (DMG Germany/Broken Silence)
- 2017: Fahrlässige Poesie (DMG Germany/Broken Silence)

EPs:
- 2011: Zwischenhalte
- 2016: Plan-B-Wirtschaft

Singles:
- 2020: Genug (Spotify)

## Ehrungen
- 2012: Förderpreis der Liederbestenliste[22]
- 2012: Nominierung Preis der deutschen Schallplattenkritik
- 2016: Nominierung „Goldener Herkules“ mit dem Musikvideo Bringst du mir was mit?, Kasseler Dokfest
- 2017 Nominierung Preis der deutschen Schallplattenkritik